# マーティン・ローレンス
マーティン・フィッツジェラルド・ローレンス（Martin Fitzgerald Lawrence, 1965年4月16日 - ）は、アメリカ合衆国出身の俳優・映画監督・映画プロデューサー・脚本家・コメディアン。身長171cm。

## 来歴

### 生い立ち
父親がアメリカ軍に勤務していたため、ドイツ・フランクフルトにある軍事基地で6人兄弟の5番目として生まれる。
7歳の時にメリーランド州ランドオーバーに移住する。8歳のときに両親が離婚し、警察官となっていた父親にはほとんど会わなくなる。学生時代はボクサーとして活躍した。

### コメディアン
兄弟が多く、子育てに忙しかった母親を笑わせたいと思ったのがコメディアンになるきっかけであった。その後ニューヨークに移り、『cstar searh』というテレビ番組を経て、1992年から『martin』という自分の番組をもつことに成功した。また、1990年代に放送された人気コメディ番組『Def Comedy Jam』にも出演している。

### 俳優
その後、『ドゥ・ザ・ライト・シング』で映画初出演する。コメディアンであるためか、コメディ映画に出演することが多い。一方で有名な役者と共演することも多く、映画『エディ&マーティンの逃走人生』、及び『ブーメラン』で2度エディ・マーフィと共演し、『団塊ボーイズ』でジョン・トラボルタとも共演している。『ビッグ・マネー』ではダニー・デヴィートと共演し、陽気な泥棒をコミカルに演じている。
『バッドボーイズ』、『バッドボーイズ2バッド』ではウィル・スミスと共演し、豪快なアクションシーンを演じた。『ビッグママ・ハウス』では大きいオバサンに女装する刑事という特殊な役を演じている。

## 出演作品

### 映画
| 公開年 | 邦題 原題                                                    | 役名                                      | 備考                                                             | 吹き替え                                      |
| ------ | ------------------------------------------------------------ | ----------------------------------------- | ---------------------------------------------------------------- | --------------------------------------------- |
| 1989   | ドゥ・ザ・ライト・シング Do the Right Thing                  | シー                                      |                                                                  | 不明                                          |
| 1990   | ハウス・パーティ House Party                                 | ビラル                                    |                                                                  | 不明                                          |
| 1991   | ダーティ・トークス Talkin' Dirty After Dark                  | テリー                                    | 日本劇場未公開                                                   | 不明                                          |
| 1991   | ハウス・パーティ/パジャマでシェイクヒップ! House Party 2     | ビラル                                    | 日本劇場未公開                                                   | 不明                                          |
| 1992   | ブーメラン Boomerang                                         | テイラー                                  |                                                                  | 小室正幸（ソフト版） 江原正士（フジテレビ版） |
| 1995   | バッドボーイズ Bad Boys                                      | マーカス・バーネット                      |                                                                  | 山寺宏一（ソフト版） 神谷明（フジテレビ版）   |
| 1996   | バッドフェロー A Thin Line Between Love and Hate             | ダーネル                                  | 兼監督・脚本・製作総指揮                                         | 藤原啓治                                      |
| 1997   | ナッシング・トゥ・ルーズ Nothing to Lose                     | テレンス・ポール・デヴィッドソン          |                                                                  | 堀内賢雄                                      |
| 1999   | エディ&マーティンの逃走人生 Life                             | クロード・バンクス                        | 別題『Life エディ・マーフィの逃走人生』 日本劇場未公開           | 中尾隆聖                                      |
| 1999   | ブルー・ストリーク Blue Streak                               | マイルズ・ローガン                        |                                                                  | 堀内賢雄                                      |
| 2000   | ビッグママ・ハウス Big Momma's House                         | マルコム・ターナー                        | 兼製作総指揮                                                     | 江原正士                                      |
| 2001   | ビッグ・マネー What's the Worst That Could Happen?           | ケヴィン                                  | 製作総指揮 日本劇場未公開                                        | 後藤哲夫                                      |
| 2001   | ブラック・ナイト Black Knight                                | ジャマール・ウォーカー / スカイウォーカー | 兼製作総指揮                                                     | 堀内賢雄                                      |
| 2003   | ナショナル・セキュリティ National Security                   | アール・モンゴメリー                      | 兼製作総指揮                                                     | 山寺宏一                                      |
| 2003   | バッドボーイズ2バッド Bad Boys II                            | マーカス・バーネット                      |                                                                  | 山寺宏一（ソフト版） 高木渉（テレビ朝日版）   |
| 2005   | リバウンド Rebound                                           | ロイ・マコーミック                        | 別題『リバウンド/めざせ!バスケNo.1』 兼製作総指揮 日本劇場未公開 | 堀内賢雄                                      |
| 2006   | ビッグママ・ハウス2 Big Momma's House 2                      | マルコム / ビッグママ                     | 兼製作総指揮 日本劇場未公開                                      | 江原正士                                      |
| 2006   | オープン・シーズン Open Season                               | ブーグ                                    | 声の出演                                                         | 石塚英彦（劇場公開版） 江原正士（予告編）     |
| 2007   | 団塊ボーイズ Wild Hogs                                       | ボビー・デイヴィス                        |                                                                  | 中村秀利                                      |
| 2008   | ミート・ザ・ジェンキンズ Welcome Home Roscoe Jenkins         | R.J.                                      | 日本劇場未公開                                                   | 高木渉                                        |
| 2008   | ロード・トリップ パパは誰にも止められない! College Road Trip | ジェームズ                                | 日本劇場未公開                                                   | 山路和弘                                      |
| 2010   | お葬式に乾杯! Death at a Funeral                             | ライアン                                  | 日本劇場未公開                                                   | 楠大典                                        |
| 2011   | ビッグママ・ハウス3 Big Mommas: Like Father, Like Son        | マルコム / ビッグママ                     | 兼製作総指揮 日本劇場未公開                                      | 江原正士                                      |
| 2019   | ビーチ・バム まじめに不真面目 The Beach Bum                  | ワック船長                                |                                                                  | （吹き替え版なし）                            |
| 2020   | バッドボーイズ フォー・ライフ Bad Boys for Life              | マーカス・バーネット                      |                                                                  | 山寺宏一                                      |
| 2022   | マインドケージ Mindcage                                      | ジェイク・ドイル                          | 日本劇場未公開                                                   | （吹き替え版なし）                            |
| 2024   | バッドボーイズ RIDE OR DIE Bad Boys Ride or Die              | マーカス・バーネット                      | 兼製作総指揮                                                     | 山寺宏一                                      |

## 日本語吹き替え
日本語吹き替えは堀内賢雄と江原正士が務める事が多い。他にも山寺宏一や高木渉、神谷明なども担当している。

## 私生活
2人目の妻とは15年という長い交際期間を経て2010年に結婚したが、後に離婚している。